# هازلتون (كولومبيا البريطانية)
هازلتون (بالإنجليزية: Hazelton, British Columbia)‏ هي بلدة تقع في كندا في Regional District of Kitimat-Stikine. يقدر عدد سكانها بـ 270 نسمة ومساحتها 2.80 كم2 وترتفع عن سطح البحر 305 متر.

## المناخ
يظهر الجدول التالي التغييرات المناخية على مدار السنة لهازلتون:
| البيانات المناخية لـهازلتون        | البيانات المناخية لـهازلتون | البيانات المناخية لـهازلتون | البيانات المناخية لـهازلتون | البيانات المناخية لـهازلتون | البيانات المناخية لـهازلتون | البيانات المناخية لـهازلتون | البيانات المناخية لـهازلتون | البيانات المناخية لـهازلتون | البيانات المناخية لـهازلتون | البيانات المناخية لـهازلتون | البيانات المناخية لـهازلتون | البيانات المناخية لـهازلتون | البيانات المناخية لـهازلتون |
| الشهر                              | يناير                       | فبراير                      | مارس                        | أبريل                       | مايو                        | يونيو                       | يوليو                       | أغسطس                       | سبتمبر                      | أكتوبر                      | نوفمبر                      | ديسمبر                      | المعدل السنوي               |
| ---------------------------------- | --------------------------- | --------------------------- | --------------------------- | --------------------------- | --------------------------- | --------------------------- | --------------------------- | --------------------------- | --------------------------- | --------------------------- | --------------------------- | --------------------------- | --------------------------- |
| الدرجة القصوى °م (°ف)              | 8.9 (48.0)                  | 11.0 (51.8)                 | 17.0 (62.6)                 | 26.7 (80.1)                 | 32.5 (90.5)                 | 34.5 (94.1)                 | 36.0 (96.8)                 | 36.7 (98.1)                 | 32.2 (90.0)                 | 21.5 (70.7)                 | 12.5 (54.5)                 | 8.0 (46.4)                  | 36.7 (98.1)                 |
| متوسط درجة الحرارة الكبرى °م (°ف)  | −5.4 (22.3)                 | 0.1 (32.2)                  | 6.7 (44.1)                  | 13.2 (55.8)                 | 17.5 (63.5)                 | 21.0 (69.8)                 | 23.3 (73.9)                 | 23.0 (73.4)                 | 17.2 (63.0)                 | 9.6 (49.3)                  | 0.6 (33.1)                  | −4.2 (24.4)                 | 10.2 (50.4)                 |
| المتوسط اليومي °م (°ف)             | −8.9 (16.0)                 | −4.5 (23.9)                 | 0.9 (33.6)                  | 6.2 (43.2)                  | 10.5 (50.9)                 | 13.8 (56.8)                 | 16.3 (61.3)                 | 15.9 (60.6)                 | 11.5 (52.7)                 | 5.5 (41.9)                  | −2.2 (28.0)                 | −7.1 (19.2)                 | 4.8 (40.6)                  |
| متوسط درجة الحرارة الصغرى °م (°ف)  | −12.3 (9.9)                 | −9.2 (15.4)                 | −4.9 (23.2)                 | −0.8 (30.6)                 | 3.4 (38.1)                  | 6.7 (44.1)                  | 9.1 (48.4)                  | 8.7 (47.7)                  | 5.8 (42.4)                  | 1.3 (34.3)                  | −5.1 (22.8)                 | −10.0 (14.0)                | −0.6 (30.9)                 |
| أدنى درجة حرارة °م (°ف)            | −40.5 (−40.9)               | −35.0 (−31.0)               | −30.0 (−22.0)               | −11.1 (12.0)                | −5.0 (23.0)                 | −1.1 (30.0)                 | 0.0 (32.0)                  | −0.5 (31.1)                 | −4.0 (24.8)                 | −22.0 (−7.6)                | −32.5 (−26.5)               | −39.0 (−38.2)               | −40.5 (−40.9)               |
| الهطول مم (إنش)                    | 69.2 (2.72)                 | 37.2 (1.46)                 | 24.2 (0.95)                 | 27.2 (1.07)                 | 41.9 (1.65)                 | 52.6 (2.07)                 | 48.9 (1.93)                 | 49.0 (1.93)                 | 60.9 (2.40)                 | 74.7 (2.94)                 | 64.6 (2.54)                 | 63.7 (2.51)                 | 613.9 (24.17)               |
| معدل هطول الأمطار مم (إنش)         | 11.7 (0.46)                 | 13.4 (0.53)                 | 13.2 (0.52)                 | 24.9 (0.98)                 | 41.9 (1.65)                 | 52.6 (2.07)                 | 48.9 (1.93)                 | 49.0 (1.93)                 | 60.9 (2.40)                 | 71.9 (2.83)                 | 29.4 (1.16)                 | 11.5 (0.45)                 | 429.1 (16.89)               |
| متوسط تساقط الثلوج سم (إنش)        | 57.5 (22.6)                 | 23.8 (9.4)                  | 11.0 (4.3)                  | 2.3 (0.9)                   | 0 (0)                       | 0 (0)                       | 0 (0)                       | 0 (0)                       | 0 (0)                       | 2.8 (1.1)                   | 35.1 (13.8)                 | 52.2 (20.6)                 | 184.7 (72.7)                |
| متوسط أيام هطول الأمطار (≥ 0.2 mm) | 14.9                        | 11.1                        | 9.8                         | 11.2                        | 14.2                        | 14.1                        | 13.5                        | 13.4                        | 16.1                        | 18.2                        | 16.0                        | 14.5                        | 167.0                       |
| متوسط الأيام الممطرة (≥ 0.2 mm)    | 3.7                         | 4.5                         | 6.5                         | 10.7                        | 14.2                        | 14.1                        | 13.5                        | 13.4                        | 16.1                        | 17.8                        | 8.4                         | 3.4                         | 126.3                       |
| متوسط الأيام المثلجة (≥ 0.2 cm)    | 12.3                        | 7.7                         | 4.4                         | 0.75                        | 0                           | 0                           | 0                           | 0                           | 0                           | 0.92                        | 9.5                         | 12.7                        | 48.2                        |
| المصدر: Environment Canada         |                             |                             |                             |                             |                             |                             |                             |                             |                             |                             |                             |                             |                             |

## أعلام
- ألان كير
- براندون سميث